# 金沢幸彦
金沢 幸彦（かなざわ ゆきひこ、1963年3月26日 - ）は、兵庫県三田市出身の元プロ野球選手（内野手）。右投右打。
近鉄バファローズ（NPB）、ロッテ・ジャイアンツ（KBO）に在籍した金沢信彦は実弟。

## 来歴・人物
三田学園高から、1980年にドラフト外でロッテオリオンズに入団。
1985年のジュニアオールスターゲームに大会初となる兄弟同時出場を果たす。同年はイースタン・リーグ盗塁王とベストナイン（遊撃手）を受賞する。
「走・攻・守」万能の選手として水上善雄、佐藤健一（兼伊知）に続く活躍が期待されたが、1986年の試合中に、右肩打撲骨折の大怪我を負う。
肩の故障が完治せず、一軍戦は1985年に代走として1試合出場したのみで1987年に現役を引退。
引退後は、全国野球振興会（日本プロ野球OBクラブ）、千葉ロッテマリーンズベースボールアカデミーの講師として活動。

## 詳細情報

### 年度別打撃成績
| 年 度     | 球 団     | 試 合 | 打 席 | 打 数 | 得 点 | 安 打 | 二 塁 打 | 三 塁 打 | 本 塁 打 | 塁 打 | 打 点 | 盗 塁 | 盗 塁 死 | 犠 打 | 犠 飛 | 四 球 | 敬 遠 | 死 球 | 三 振 | 併 殺 打 | 打 率 | 出 塁 率 | 長 打 率 | O P S |
| --------- | --------- | ----- | ----- | ----- | ----- | ----- | -------- | -------- | -------- | ----- | ----- | ----- | -------- | ----- | ----- | ----- | ----- | ----- | ----- | -------- | ----- | -------- | -------- | ----- |
| 1985      | ロッテ    | 1     | 0     | 0     | 1     | 0     | 0        | 0        | 0        | 0     | 0     | 0     | 0        | 0     | 0     | 0     | 0     | 0     | 0     | 0        | ----  | ----     | ----     | ----  |
| 通算：1年 | 通算：1年 | 1     | 0     | 0     | 1     | 0     | 0        | 0        | 0        | 0     | 0     | 0     | 0        | 0     | 0     | 0     | 0     | 0     | 0     | 0        | ----  | ----     | ----     | ----  |

### 記録
- 初出場：1985年10月21日、対西武ライオンズ26回戦（西武ライオンズ球場）、9回表にレロン・リーの代走で出場

### 背番号
- 64 （1981年 - 1987年）